# Tinokore
Tinokore ili šljuke sjemenjarke (lat. Thinocoridae) je porodica ptica iz reda močvarica. Ove ptice žive na području Anda i Patagonije.

## Sistematika
Nije sigurno jesu li u srodstvu s drugim močvaricama, a smatra se da su im najbliži srodnici vrsta Pedionomus torquatus, jakane i vrste porodice Rostratulidae. Pedionomus torquatus se hrani na sličan način, ali njegovo ponašanje u razmnožavanju je mnogo drugačije. Naziv šljuke sjemenjarke ne pristaje ovoj porodici, jer izgledom ne predstavljaju prave šljuke (imaju malene glave i kratke kljunove), a sjemenje ne čini glavninu njihove ishrane. 

## Opis
Šljuke sjemenjarke su porodica malenih i društvenih močvarica koje su se prilagodile ishrani biljkama. Izgledom podsjećaju na tetrijebe i prepelice, samo što imaju duga krila. Vrste roda Thinocorus su manje, u veličini varirajući od veličine vrapca do veličine šljuke. Vrste roda Attagis su veće, veličine ptarmigana. Imaju kratke noge (ali duge nožne prste) i repove. Perje im je uglavnom s prugastim šarama. Seksualni dimorfizam postoji u rodu Thinocorus, gdje mužjaci imaju sivo lice, vrat i bradu. 
Nastanjuju razna nepogodna staništa, uključujući stepe, polusuhe pustinje i planinska staništa. Attagis gayi živi i na visini od 5500 m nadmorske visine.
Ženka nese 2-3 jajeta u plitku udubinu u tlu.

## Rodovi i vrste
Porodica obuhvaća četiri vrste šljuka sjemenjarki u 2 roda.
- rod Attagis
  - Attagis gayi.[2]
  - Attagis malouinus
- rod Thinocorus (šljuke sjemenjarke)
  - Thinocorus orbignyianus
  - Thinocorus rumicivorus